# Чорні вершники та інші рядки
«Чорні вершники та інші рядки» (англ. The Black Riders and Other Lines) — збірка поезій американського письменника Стівена Крейна, вперше опублікована 1895 року у видавництві Copeland and Day.
Це було друге видання Крейна, першим був роман «Меггі: дівчина з вулиці» (1893), а наступним — «Багряний знак відваги» (1895). У збірці було 68 коротких віршів Крейна у вільному, нетрадиційному стилі. «Рядки» без назви, як їх називав Крейн, були пронумеровані римськими цифрами та надруковані малими заголовними літерами. Збірка вийшла тиражем 500 екземплярів, кілька примірників у велені (веллумі).
У листах до редактора Leslie's Weekly у 1895 році, Крейн писав, що він віддає перевагу збірці «Чорні вершники та інші рядки», а не роману «Багряний знак відваги»:
|  | (...)Думаю, що я маю бути вдячним «Багряному знаку», але я значно більше люблю свою маленьку збірку поем «Чорні вершники». Моєю метою було вмістити у ній думки, які я мав про життя загалом, тоді як «Багряний знак» — це просто епізод із життя, ампліфікація Оригінальний текст (англ.) (...)I suppose I ought to be thankful to 'The Red Badge,' but I am much fonder of my little book of poems, 'The Black Riders'. My aim was to comprehend in it the thoughts I have had about life in general, while 'The Red Badge' is a mere episode in life, an amplification |

Крейна критикували за незвичну форму віршів, за те, що наважився видавати ці «беззв'язні потоки» за поезію. Перші огляди характеризували збірку «Чорні вершники» як «невишукану й варварську». Поезія Крейна значно менше вивчалася, аніж його проза. Жоден із його віршів не потрапив до антологій до 1926 року.